# Francisco Monti
Francisco Manuel Monti (San Fernando del Valle de Catamarca, Argentina; 22 de mayo de 1984) es un abogado y político argentino del partido Unión Cívica Radical. Es Diputado de la Nación Argentina por la Provincia de Catamarca desde 2021.

## Biografía
Abogado de la Universidad de Tucumán, Monti fue Diputado Provincial en la Provincia de Catamarca.
Fue electo Diputado de la Nación Argentina por la Provincia de Catamarca Elecciones legislativas de 2021, como primer lugar en la lista Juntos por el Cambio.
En 2023, se presentó como candidato a Intendente de San Fernando del Valle de Catamarca, ganando las primarias a Alfredo Marchioli, aunque perdiendo ante Gustavo Saadi.

## Historial electoral
|  | 27,97 % |

|  | 23,39 % |

|  | 37,14 % |

|  | 16,91 % |